# Paecilomyces tenuipes
Paecilomyces tenuipes är en svampart som först beskrevs av Peck, och fick sitt nu gällande namn av Samson 1974. Paecilomyces tenuipes ingår i släktet Paecilomyces och familjen Trichocomaceae.   Inga underarter finns listade i Catalogue of Life.